# Hadj M'rizek
Pour les articles homonymes, voir Arezki.
Hadj M'rizek, de son vrai nom Arezki Chaïb, né en 1912 à la Casbah d'Alger au sein d'une famille kabyle et mort le 12 février 1955 à Alger, est un chanteur algérien de hawzi et chaâbi algérien. 

## Biographie
Hadj M'rizek s'intéresse à la musique grâce à son demi-frère, organisateur de spectacles. Il suit les représentations des vedettes de l'époque comme Mustapha Nador.
M'rizek fait un apprentissage musical classique (tar, darbouka) puis son instrument de prédilection est devenu la mandoline alto, appelée demi-mandole par les musiciens. Il apprend les grands textes de la poésie populaire et travaille différents types de chants en commençant par d'abord le hawzi avant de se mettre au chaâbi. M'rizek avait « des qualités artistiques que sont la clarté de l’expression verbale et son sens inné du rythme ». C'est le premier artiste qui a réussi à faire sortir le chaâbi hors de la Casbah d'Alger.
Il devient la star de la casbah en 1929 et participe à des fêtes à Dellys, Cherchell et dans le M'zab. Sa renommée arrive en métropole où il enregistre plusieurs 78 tours. En 1937, il fait son hadj. Il devient aussi vice-président du Mouloudia Club Alger. En 1951, il fait un concert avec Lili Boniche et enregistre El Mouloudia, son plus gros succès. Il meurt le 12 février 1955. M'rizek est enterré au cimetière El Kettar.

## Chansons
- El Mouloudia
- Ya Taha El Amine
- Ya Rebbi Sahelli Zora
- El Qahoua ouel Atay
- Mesbah Ezzine
- Yal qadi
- El bla fi el-kholta
- Youm el djemaâ kherdjou leryam
- Lellah ya ahli aâdrouni
- Goulou leyamna
- âla rassoul el hadi
- kifèche hilti ya nassi
- Quom assaki